# Кравковы
Кравковы (Кровковы) — старинный русский дворянский род.
При подаче документов (1686) для внесения рода в Бархатную книгу, была предоставлена родословная роспись Кровковых.
Род внесён в VI часть родословной книги Владимирской, Новгородской и Оренбургской губерний.
В архиве Владимирского Дворянского Депутатского Собрания хранились следующие документы относящиеся к роду Кравковых (Д. No. 638. VI. (1811 г.)): Копия с жалованной грамоты Царя Михаила Федоровича на поместье данное предкам рода Кравковых, 1624 г. (стр. 2); Копия с жалованной грамоты Царя Алексея Михаиловича на поместье данное Федору Ивановичу Кравкову, 1669 г. (стр. 9); Описание герба рода Кравковых (стр. 2 об.); Указ об отставки подпоручика Лейб-Гвардии Семеновского полка Алексея Степановича Кравкова, 1773 г. (стр. 3) [прямой потомок Ивана «Мешка» Кравкова]; Родословная Кравковых от Василия Осиповича (стр. 4, 44 об.); форменный список о службе провинциального Секретаря Алексея Степановича Кравкова, 1806 г. (стр. 5); и форменный список о службе и д. младшего члена С.-Петербургской Таможни Надворного советника Петра Алексеевича Кравкова, 1838 г. (стр. 24). К сожалению, фонд Владимирского дворянского депутатского собрания был целенаправленно сожжен во время революции.

## Происхождение и история рода
Родоначальником является Есип (Осип, Иосиф) Кравков (Кровков), живший в первой половине XVI века. Его потомки служили по городу Мурому в составе детей боярских. Решет Есипович Кровков погиб во время Казанского похода (1549—1550), его брат Третьяк погиб при взятие Казани (1552). Родовая вотчина Кравковых в Муромском уезде — село Дедово с двумя деревнями осталось за третьим братом — Василием Есиповичем, в конце жизни постригшимся в монахи в Муромском Спасо-Преображенском монастыре под именем Матфей. Его сын Сума Васильев Кровков (1597) числился по муромской десятне дворовым сыном боярским с поместным окладом 250 четей, денег 13 рублей и имел двух сыновей — Осипа (Меншика) и Ивана (Фому) по прозвищу «Мешок».
После смерти Сумы Васильевича родовая вотчина Кравковых село Дедово отошла старшему сыну Осипу, который также получил во владение в Муромском уезде деревню Бердишево по жеребьям с младшим братом Иваном, отличившимся при подавлении восстания Ивана Болотникова (1607). Осип Сумин Кравков стал первым представителем рода Кравковых зачисленным на службу по московскому списку и получившим придворный чин дворянина московского, «за старость и за увечье» отставлен от государевой службы (1641) и принял постриг в Муромском Спасо-Преображенском монастыре под именем Иосиф (1650). Оставил после себя многочисленное потомство.
От Осипа Сумина род Кравковых продолжили его дети — Матвей и Иван. Старший сын Матвей получил известность, как командир Второго выборного московского солдатского полка (1661—1682) и стал одним из первых русских служилых людей, пожалованных чином генерала. Его брат Иван Осипович, пожалованный из жильцов в дворяне московские (1655), стал родоначальником рязанской ветви рода Кравковых. Сыновья Ивана Осиповича — Дмитрий, Фёдор и Пётр известны, как вотчинники Рязанского края. В начале XVIII века Фёдор и Пётр Ивановичи, имевшие придворные чины стряпчего и жильца, служили на офицерских должностях в действующей армии. Сын Фёдора Ивановича — Лука, а также его внуки Михаил и Степан в годы Северной войны имели придворные чины жильцов и приняли участие в боевых действиях.
Продолжателями старшей, муромской ветви рода Кравковых стали потомки Матвея Осиповича, имевшего четырёх сыновей: Фёдора, Любима, Семёна и Алексея, а также дочь (имя неизвестно), бывшую замужем за Фёдором Софоновым (1680). Фёдор Матвеевич пожалован в стряпчие (1664). Любим Матвеевич (1672—1673). находился на воеводстве в г.Шацке и впоследствии выслужил придворный чин стольника, с (1703) в отставке, последнее упоминание о нём относится к 1721 г. Его сын Василий, служивший при царском дворе по жилецкому списку (1707) направлен на военную службу в одну их кавалерийских частей. Семён Матвеевич Кравков проходил военную службу во Втором выборном московском солдатском полку, которым командовал его отец, и в середине(1670-х) в звании полковника возглавлял одно из «тысячных» подразделений полка. Получил тяжёлое ранение при обороне крепости Чигирин (17 августа 1677). В чине стольника и полковника назначен командиром одного из московских стрелецких полков, которым руководил (1680- 1695). За время службы пожалован поместьями в Арзамасском и Белозерском уездах. В 1690 г. «приложил» колокол к церкви Николая Чудотворца на погосте Старые Котлицы — приходскому храму муромской вотчины Бердишево. Многие представители рода Кравковых являлись крупными вкладчиками Муромского Спасо-Преображенского монастыря.
Младший сын Матвея Осиповича Кравкова — Алексей Матвеевич, пожалованный из стряпчих в стольники (1678) и служивший городовым воеводой в Синбирске (1699—1701), имел двух сыновей — Ивана и Матвея. Старший сын — Иван Алексеевич, стольник и подполковник (стрелецкий?) стал основателем пензенской ветви рода Кравковых. Незадолго до своей смерти (1688) он приобрел поместье в Пензенском уезде на речке Инзе, где основал деревню Кровково, которая осталась за его супругой Агафьей, а затем перешла к сыну Фёдору. От Фёдора Ивановича поместье перешло к его сыну Иллариону (г/р 1680). Ларион Кравков, с 1702 г., находился на армейской службе в пехотных частях, пройдя путь от сержанта до капитана. Стал участником обороны от шведских войск Новгорода-Северского (1709) и Полтавы (1712). Во время полтавского «осадного сиденья» получил тяжёлое ранение. В 1717 г. определён на службу в Пензенский полк. Детей не имел.
Младший сын Алексей Матвеевич Кравков проходил государеву службу по жилецкому списку (1679) состоял на офицерских должностях в полках «иноземного строя» (1679). В боярских списках XVIII века его имя последний раз упоминается (1713), в то время как имя отца — Алексея Матвеевича Кравкова значится в документах вплоть до 1721 г.
В XVIII-XIX веках большинство представителей различных ветвей рода Кравковых занимали второстепенные военные и гражданские должности.
Наибольшую, хоть и скандальную известность, благодаря необычной судьбе, получил владимирский дворянин Евдоким Михайлович Кравков (1744 — после 1796) — морской офицер, участник войн с турками, участник первой архипелагской экспедиции русского флота (в Эгейском море), Хиосского сражения 24 июня [5 июля] и Чесменского сражения 24-26 июня [5-7 июля] 1770 в должности лейтенанта на 66-пушечным линейном корабле «Св. Януарий». Из-за болезни возвратился берегом из Ливорно (Италия) в С.-Петербург и состоял асессором в следственной комиссии (1771). Капитан-лейтенант (20.08.1775). После кратковременной службы в эскадре Грейга в 1776 г., в 1777 г. ходил в Чёрное море. Уволен от службы за болезнью с чином капитана 2-го ранга (07.01.1778). Явившись в С.-Петербург хлопотать о пенсии, поскольку «очень бедствовал», при протекции графа Р. И. Воронцова определён заседателем во Владимирский верхний земский суд. В 1781 заседатель верхнего земского суда Пензенского наместничества в том же чине. Оставив службу, «попал в среду раскольников; некоторое время провел в скитах; в 1784 был задержан в Нижнем Новгороде, одетый в простое крестьянское платье ис бородой», и доставлен в Тайную канцелярию. Заявил, что он — старовер и не признает церковные власти. 17 февраля 1785 как человек, который «против звания своего делает поведением и жизнию своею нетерпимый в обществе соблазн», заключен в Ревельскую крепость, где, видимо, и скончался.
Ещё один Кравков — Ксенофонт Алексеевич (1791 — ок. 1850) — прямой потомок Ивана «Мешка» Кравкова. Конный артиллерист и участник Бородинского сражения. Участник войны со Швецией 1808—1809 гг. В Отечественной войне 1812 года участвовал в боях и сражениях при Вильно (16.6.1812), Довгелишках (23.6.1812), Бородине (награждён орденом Св. Анны 3 кл.), Красном (3-5.11.1812). Также награждён Золотой саблей. В 1813 году участник кампаний в Германии, а 18 марта 1814 года вошёл в Париж с победоносной русской армией. Ксенофонт Алексеевич был поручиком во 2-й конной роте (12 орудий, подполковник П. Х. Геринг), 1-й резервной артиллерийской бригады. Он участвовал в рейде казаков Платова и кавалерии Уварова против левого фланга и в тыл Великой армии в ходе Бородинского сражения 26 августа (7 сентября) 1812 года. О действиях 2-й конной роты Геринга рапортовал начальник 1-го кавалерийского корпуса генерал-лейтенант Уваров главнокомандующему, князю Кутузову: «За сим обязанностью поставляю отдать справедливость всем начальникам полков и конно-артиллерийской роте подполковника Геринга, которая действовала во все время с большим успехом и подбивала орудия неприятельские».
Младший брат Ксенофонта, Петр Алексеевич Кравков (1801-1870), майор, принимал участие и проявил отличие в Русско-Турецкой войне 1828-1829 гг. и в подавлении Польского восстания 1831 г.  Женился на Шарлотте Карловне Гельт, дочери покойного генерал-майора Карла Федоровича Гельт (или Гельд) который в битве при Прейссиш-Эйлау (1807) командовал 11-м Изюмским гусарским полком, был тяжело ранен, и награжден орденом Св. Георгия 4-й степени. Сам же Петр Алексеевич  был награжден: орденами Св.Владимира 4 -ой степени без банта; Св. Анны 3 -ей степени с бантом; Св. Станислава 3-й степени; серебряной медалью за Турецкую войну; и Польским знаком за военное достоинство 4 ст. В конце 1835 г., как отличившийся по службе, по представлению шефа жандармов генерал-адъютанта графа Бенкендорфа, майор Кравков был прикомандирован к корпусу жандармов. В 1838 г. он в отставке в чине Надворного Советника, члена С.Петербургской таможни. В 1835 г. за ним в селе Молотицы Муромского уезда по ревизии 40 душ мужского пола и недвижимости деревенский дом и водяная мельница.

## Описание герба
В щите, имеющем голубое поле, в нижней части видна золотая решётка и возле неё воин в серебряных латах, стоящий на хвосте перевившегося около него змея, вонзающий правой рукой в середину змея стрелу, а в левой держит голову.
На щите дворянский коронованный шлем. Нашлемник: три страусовых пера. Намёт на щите голубой, подложенный золотом.
Герб рода находится в IV части «Общего гербовника дворянских родов Российской империи» (лист 90).